# Nepenthes mikei
Nepenthes mikei B.R.Salmon & Maulder, 1995 è una pianta carnivora della famiglia Nepenthaceae, endemica di Sumatra, dove cresce a 1100–2800 m.

## Conservazione
La Lista rossa IUCN classifica Nepenthes mikei come specie vulnerabile.